# Jakub Ignacy Cyboni
Jakub Ignacy Cyboni (lateinisch Jacobus Ignatius Cyboni; * 28. Juli 1660 in Lublin, Polen-Litauen; † 29. November 1728) war ein italienischstämmiger römisch-katholischer Priester und Ordensbruder der Missionare des heiligen Vinzenz von Paul. Er war Leiter von Priesterseminaren und Superior von Konventen des Ordens in Polen.

## Leben
Er stammte aus einer italienischen Familie in Lublin. Jerzy Cyboni war 1680 dort erster Bürgermeister, Krzysztof Jan Cyboni Doktor der Medizin und 1688 erster Bürgermeister. Jakub trat 1682 in Warschau in den Orden der Missionare ein und wurde 1684 zum Mönch geweiht.
Seit 1695 war er Superior des Konvents in Chełmno, dazu Leiter des Priesterseminars und Propst der Stadtkirche St. Marien, bis 1699. 1702 wurde er als Superior in Kraków-Stradom erwähnt. 1714 war Cyboni Superior in Lublin und Leiter des neuen Priesterseminars.
1716 wurde Jakub Cyboni Propst (praepositus) in Wilna (Vilnius) und 1717 Superior. Er war an der Fortsetzung der Wiederaufbauarbeiten an den Konventsgebäuden nach der Zerstörung durch schwedische Truppen beteiligt und ließ ein neues Ordensseminar (Noviziat) errichten, das 1725 eröffnet wurde. In diesem Jahr wurde er Superior in Łowicz.